# جون أندرو ريا
جون أندرو ريا (بالإنجليزية: John Andrew Rea)‏ هو صحفي وسياسي أمريكي، ولد في 18 يونيو 1848 في مقاطعة لانكستر في الولايات المتحدة، وتوفي في 10 فبراير 1941 في تاكوما في الولايات المتحدة.